# Mantella nigricans
Mantella nigricans is een kikker uit de familie gouden kikkers (Mantellidae). De soort komt endemisch voor op het Afrikaanse eiland Madagaskar.

## Uiterlijke kenmerken
M. nigricans heeft een lichaamslengte van 27 à 28 millimeter. De kleur van de bovenzijde varieert per exemplaar en is groen, bruin of een combinatie van beide. De flanken zijn zwart of gedeeltelijk groen en hebben grote groen vlekken. De onderzijde is zwart met blauwe vlekken.
In tegenstelling tot veel andere Mantella-soorten mist M. nigricans de typische streep op de zijkant van de kop en de hoefijzervormige lichte vlek op de keel. De soort lijkt op M. pulchra en M. baroni, maar mist de rode tekening op de achterpoten.

## Gedrag en leefwijze
Deze dagactieve kikkersoort leeft voornamelijk op het land in de buurt van stromend water. Mannetjes laten zich horen door korte, enkele klikgeluiden.  Het vrouwtje legt haar eieren in stroompjes, waar de kikkervissen verder ontwikkelen.

## Verspreiding en habitat
M. nigricans is endemisch op Madagaskar en komt veelvuldig voor in het noorden en noordoosten van het eiland, inclusief het Tsaratananamassief en het Nationaal park Marojejy. Hij leeft in de strooisellaag van regenwouden en bosranden op een hoogte van 100 tot 1240 meter boven het zeeniveau. Hij is niet aangetroffen in gedegradeerde wouden en open terreinen.

### Beschermingsstatus
De soort heeft een relatief groot verspreidingsgebied en komt vermoedelijk veelvuldig voor. M. nigricans is derhalve als 'niet bedreigd' (Least Concern) opgenomen op de Rode Lijst van de IUCN. Op de lijst van CITES, een internationale overeenkomst over de handel in dieren en planten, is hij opgenomen in Bijlage II, wat wil zeggen dat voor de export een vergunning moet worden aangevraagd.

## Taxonomie
De soort werd in 1978 voor het eerst wettelijk gepubliceerd door de Franse natuuronderzoeker Jean Marius René Guibé als een ondersoort: Mantella cowani nigricans. In 1999 klasseerden de Duitse herpetologen Miguel Vences, Frank Glaw en Wolfgang Böhme de ondersoort als een nieuwe soort en rekenden hiertoe ook de ondersoort Mantella madagascariensis nigricans Busse,  1981.